# Ехегнадзор
Ехегнадзор (на арменски: Եղեգնաձոր) е град, административен център на провинция Вайоц Дзор, Армения. Населението му през 2009 година е 8177 души.

## История
Ехегнадзор е едно от най-старите селища в историко-географската област Сюник, основано през 5 век. Населението му нараства със заселването на арменци от Персия. През 1931 година града става областен център.

## Население
- 1990 – 10 283 души
- 2001 – 7724 души
- 2009 – 8177 души